# خروسي الشمالية (خنافره)
خروسي الشمالية (بالفارسية:روستای خروسی شمالی)، هي إحدى القری التابعة لريف ناصري في قسم خنافره من مقاطعة الفلاحية، في محافظة محافظة خوزستان الإيرانية.

## السكان
- حسب إحصاءات سنة 2006، بلغ إجمالي السكان في هذه القرية 1193 نسمة موزعين على 217 مسكن.[2]

## وصلات خارجية
- محافظة خوزستان